# Карбамідо-аміачні суміші
Карбамідо-аміачні суміші (КАС) — це рідкі азотні добрива, які займають важливе місце в сучасному сільському господарстві. Ці добрива складаються з розчину карбаміду (сечовини) та аміачної води. КАС відрізняються високою ефективністю, зручністю у використанні, а також здатністю мінімізувати втрати азоту, порівняно з традиційними гранульованими добривами.

## Склад і виробництво
Карбамідо-аміачні суміші зазвичай містять близько 28-32% азоту. Склад КАС може варіюватися залежно від бажаного співвідношення карбаміду та аміачної води. Виробництво КАС полягає у змішуванні водних розчинів карбаміду та аміачної води в спеціальних умовах, що забезпечують однорідність та стабільність суміші.

## Переваги і недоліки
КАС мають ряд переваг перед традиційними гранульованими азотними добривами:
1. Ефективність: Висока концентрація азоту та його швидке засвоєння рослинами.
2. Зручність застосування: Можливість використання через системи зрошення або за допомогою спеціалізованого обладнання.
3. Зниження втрат азоту: Втрати азоту через випаровування та вимивання значно нижчі, ніж у випадку з гранульованими добривами.
Серед недоліків можна відзначити необхідність спеціалізованого обладнання для внесення та зберігання, а також потенційний ризик забруднення довкілля при неправильному застосуванні.

## Внесення КАС
Внесення карбамідо-аміачних сумішей може бути здійснене як перед посівом, так і під час вегетаційного періоду. Застосування КАС може бути локалізованим (біля кореневої системи) або широкозональним. Важливо дотримуватися рекомендованих норм внесення, оскільки надмірне використання може призвести до забруднення ґрунту.